# Schwalbenschwanz (Schmetterling)
Der Schwalbenschwanz (Papilio machaon) ist ein Schmetterling aus der Familie der Ritterfalter (Papilionidae).

## Etymologie
Das Artepitheton leitet sich von Machaon (altgriechisch Μαχάων) ab, einer Figur der griechischen Mythologie. Er war ein Sohn des Asklepios und ein Heilkundler.

## Beschreibung

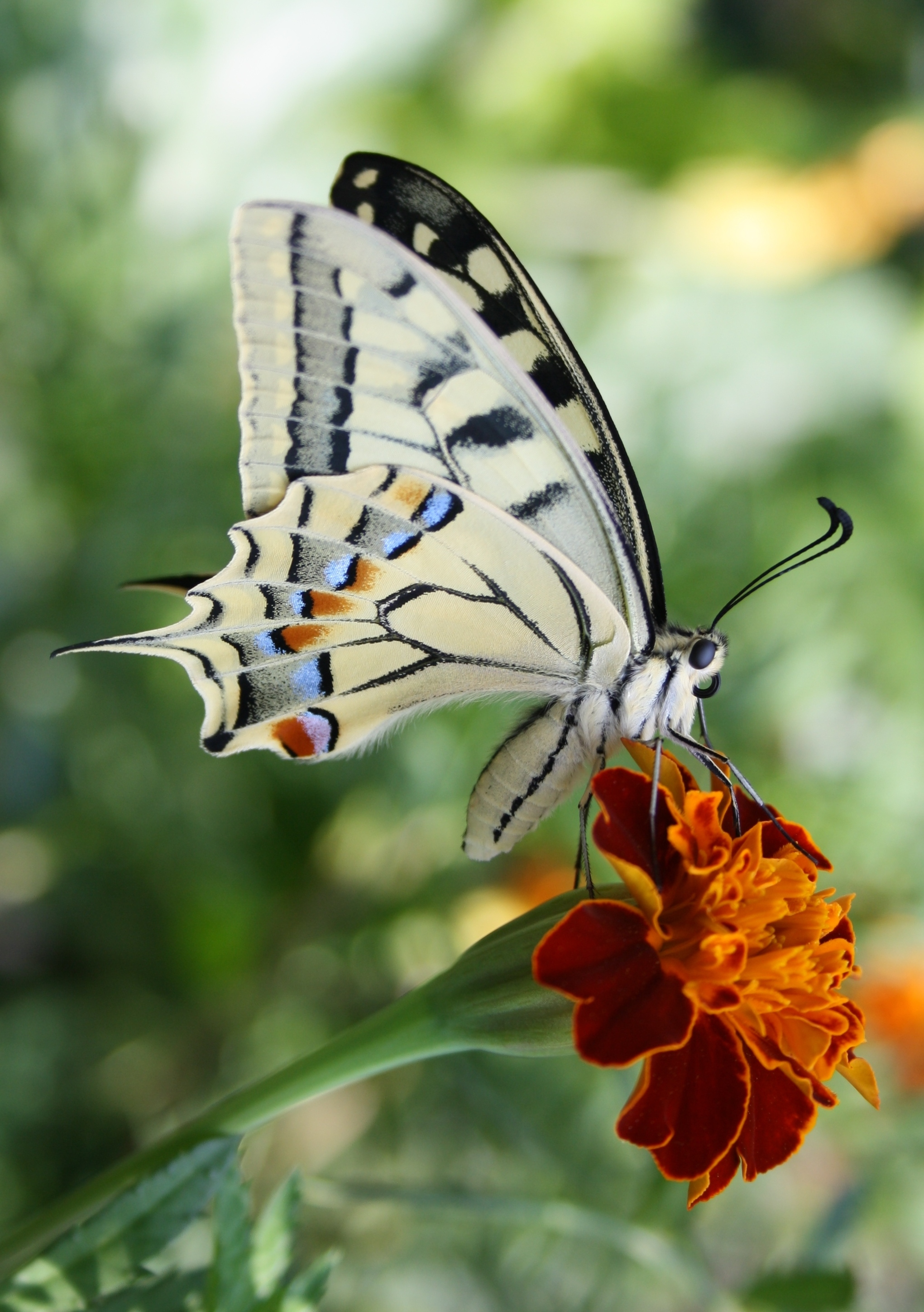
Flügelunterseite

Der Schwalbenschwanz ist neben dem Segelfalter einer der größten und auffälligsten Tagfalter des deutschsprachigen Raums und hat eine Flügelspannweite von 50 bis 75 Millimetern. Er ist gelb und schwarz gemustert mit einer blauen Binde und roten Augenflecken an der hinteren Innenseite der Hinterflügel. An den Hinterflügeln stehen kurze, größtenteils schwarz gefärbte „Schwänzchen“ ab. Er hat lange Haare an den Vorderbeinen, die als Putzkämmchen dienen.

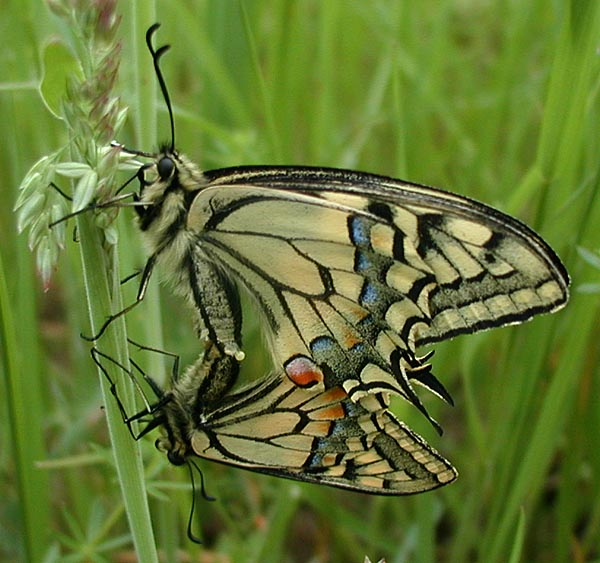
Paarung

Die zweite Generation eines Jahres unterscheidet sich durch kräftige Farben und gelb bestäubte schwarze Zeichnungselemente von der ersten.
Die Eier sind kugelig und unmittelbar nach der Ablage rahmweiß. Später verfärben sie sich ins Bräunliche und vor dem Schlupf der Raupen sind sie bleigrau.

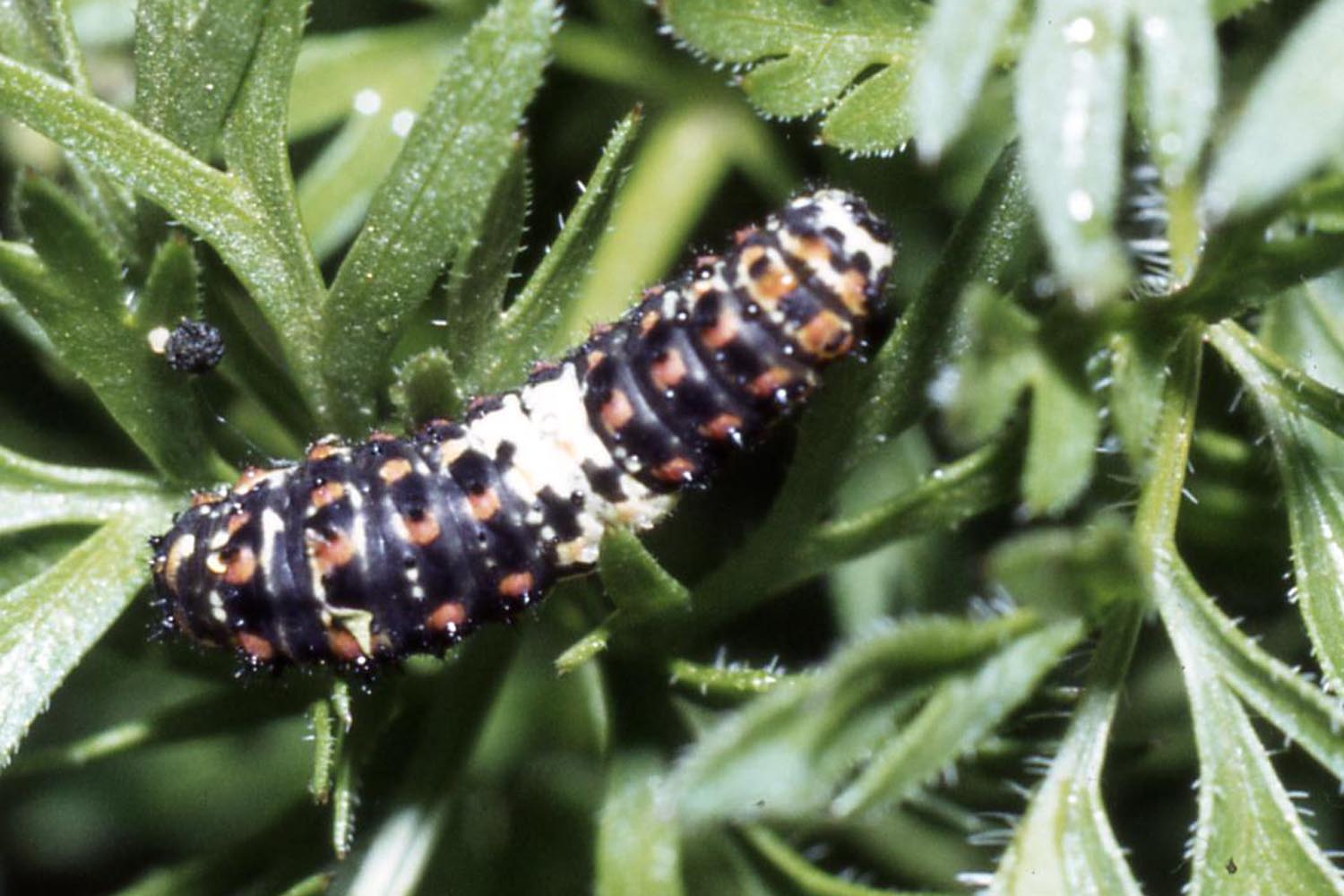
Junges Räupchen zeigt Vogelkotmimese

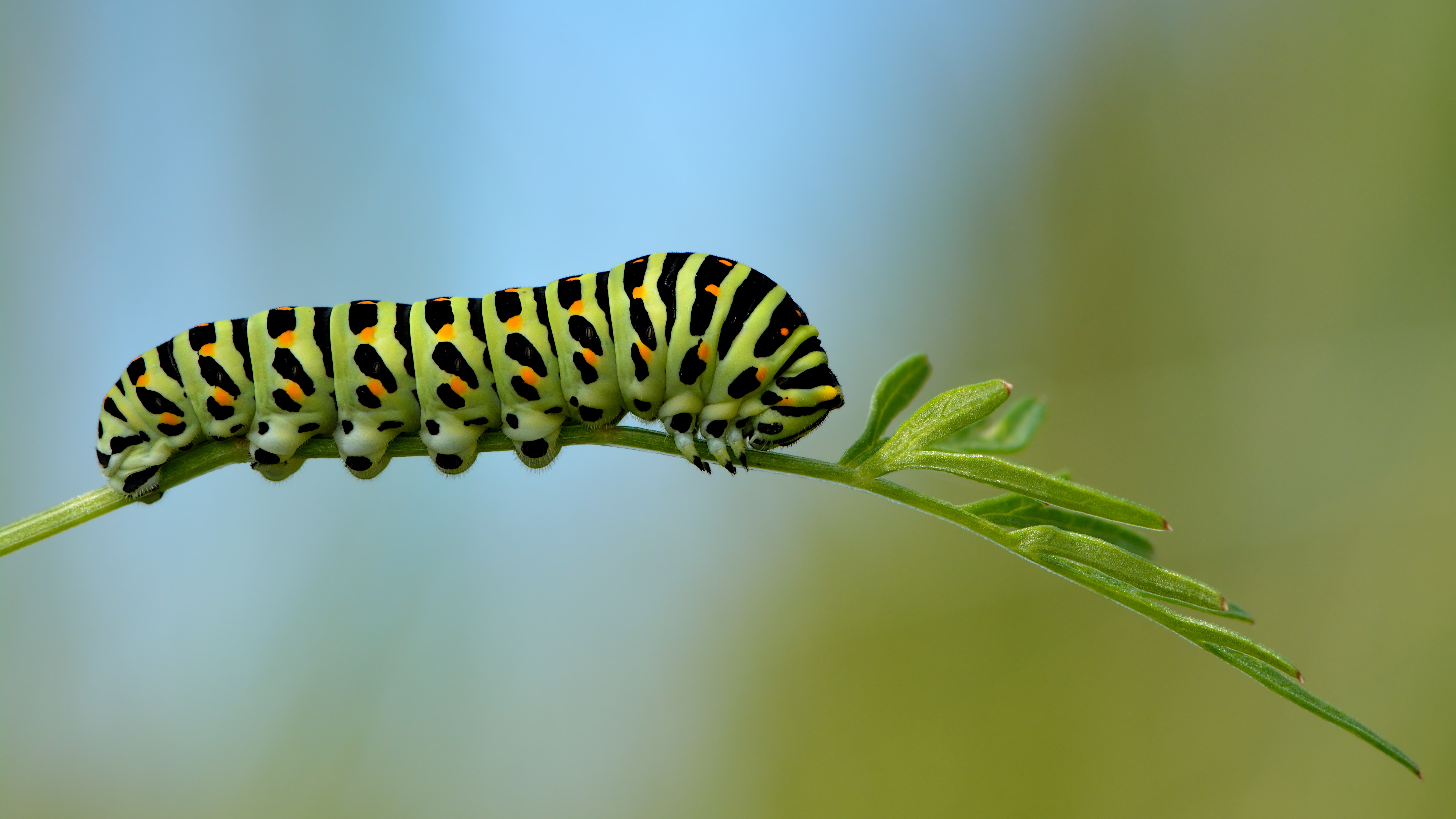
Ältere Raupe auf Karotte

Die Raupen werden ca. 45 Millimeter lang und sind unbehaart. Anfangs sind sie schwarz mit orangeroten Punkten und einem weißen Sattelfleck und zeigen Vogelkotmimese. Die ausgewachsenen Raupen sind grün gefärbt und haben schwarze Querstreifen mit gelben oder orangeroten Punkten. Selten tritt eine Form der Raupe auf, die statt der grünen eine weiße Grundfarbe hat.

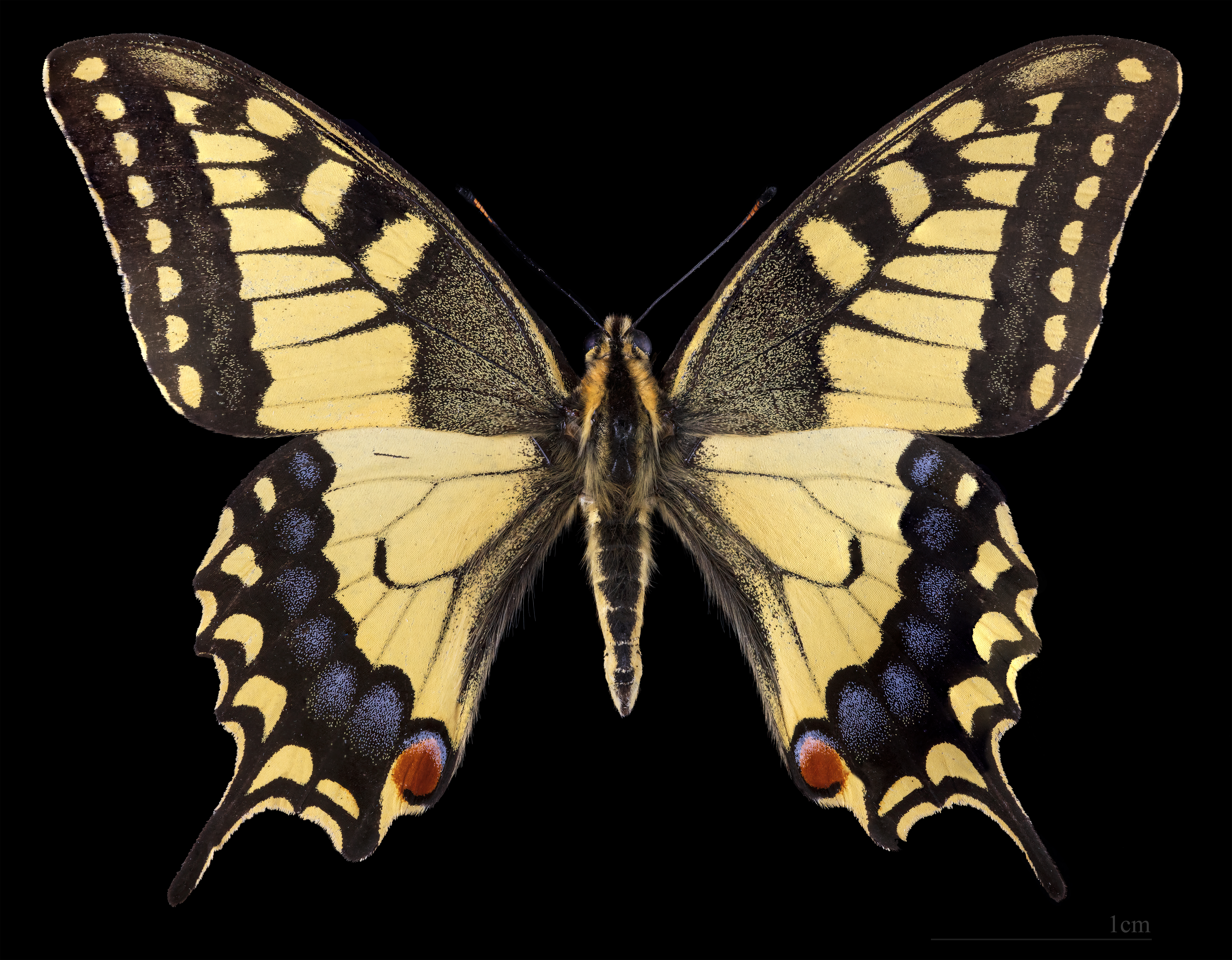
♂
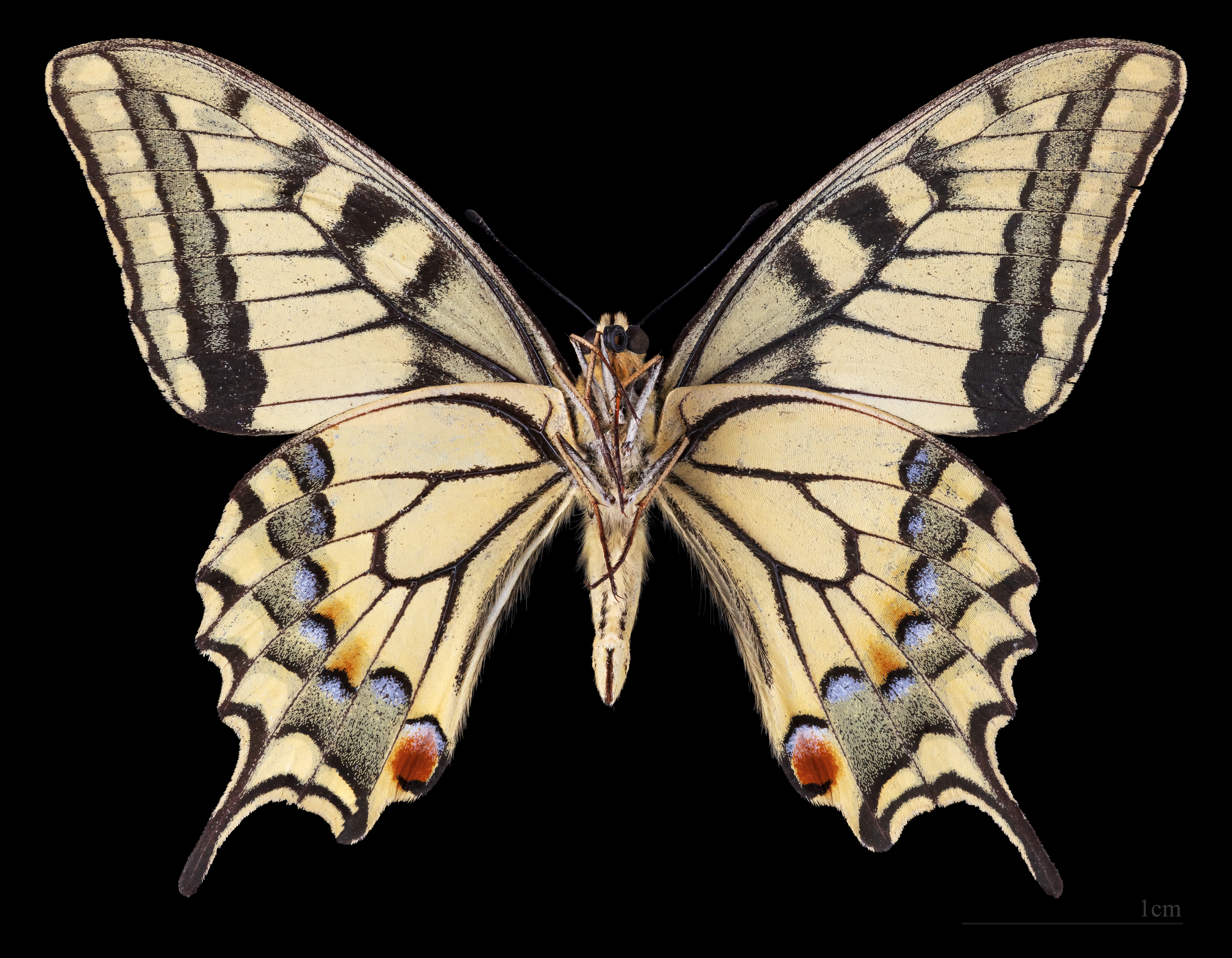
♂ △
♀ Oberseite (L) Unterseite (R),

### Unterarten und Formen (Auswahl)
Unterarten:
- Papilio machaon gorganus Fruhstorfer, 1922, ist die im kontinentalen Europa weit verbreitete Unterart. Bei ihr sind die Flügel etwas kräftiger gelb gefärbt als bei der in Nordeuropa verbreiteten Unterart Papilio machaon machaon.[6]
- Papilio machaon britannicus Seitz, 1907,[7] ist eine auf England beschränkte Unterart. Sie ist dunkler als die kontinentale Unterart und zeigt kein Wanderverhalten. Die Verbreitung ist auf sumpfige Gebiete bei Cambridge und Norfolk beschränkt, wo sich die Raupe von Sumpf-Haarstrang (Peucedanum palustre) ernährt.

Formen:
- Papilio machaon f. niger (Reuti 1898), eine sehr seltene Form mit beiderseits dunkelbraunen bis schwarzen Flügeln mit blauen Mondflecken.[9]
- Papilio machaon f. nigrofasciata (Rothke), seltene Form, bei der die gelben Randmonde auf den Hinterflügeln fehlen.
- Papilio machaon f. aurantiaca (Speyer), Form mit kräftiger gelber bis orangegelber Flügelfarbe

### Ähnliche Arten
- Korsischer Schwalbenschwanz (Papilio hospiton)
- Südlicher Schwalbenschwanz (Papilio alexanor)

## Lebensraum
Papilio machaon lebt in ein bis drei Generationen in sonnigem und offenem Gelände, wie z. B. mageren Grünlandbeständen und auf Trockenrasen. Auf Ackerflächen wird er nur vereinzelt gefunden, in Gärten vor allem, wenn dort Möhren, Dill und Fenchel angebaut werden. Die vertikale Verbreitung reicht von Meereshöhe bis ins Gebirge zu einer Höhe von 2000 Metern.

## Lebenszyklus
Die Eier werden in Bodennähe an den Blättern der Futterpflanze abgelegt. Die Falter bevorzugen dabei insbesondere vereinzelt stehende Futterpflanzen, die über offenen Bodenstellen stehen und die sie direkt anfliegen können.
Die Raupen findet man vereinzelt an Doldengewächsen (Wilde und Garten-Möhre, Fenchel, Dill, Pastinak, Wiesen-Silge, Berg-Haarstrang etc.), aber auch an anderen Pflanzen mit gleichen chemischen Inhaltsstoffen wie Weinraute und Diptam, in Südeuropa auch oft an den Blättern der Zitruspflanzen (Citrus).
Wenn die Raupen sich bedroht fühlen, stülpen sie zur Abschreckung eine orange gefärbte Nackengabel (Osmaterium) aus, die einen Duftstoff absondert.  Dieser wehrt z. B. Ameisen ab. Wenn das mehrmalige Ausstülpen der Nackengabel keinen Erfolg hatte, flüchten die Raupen.

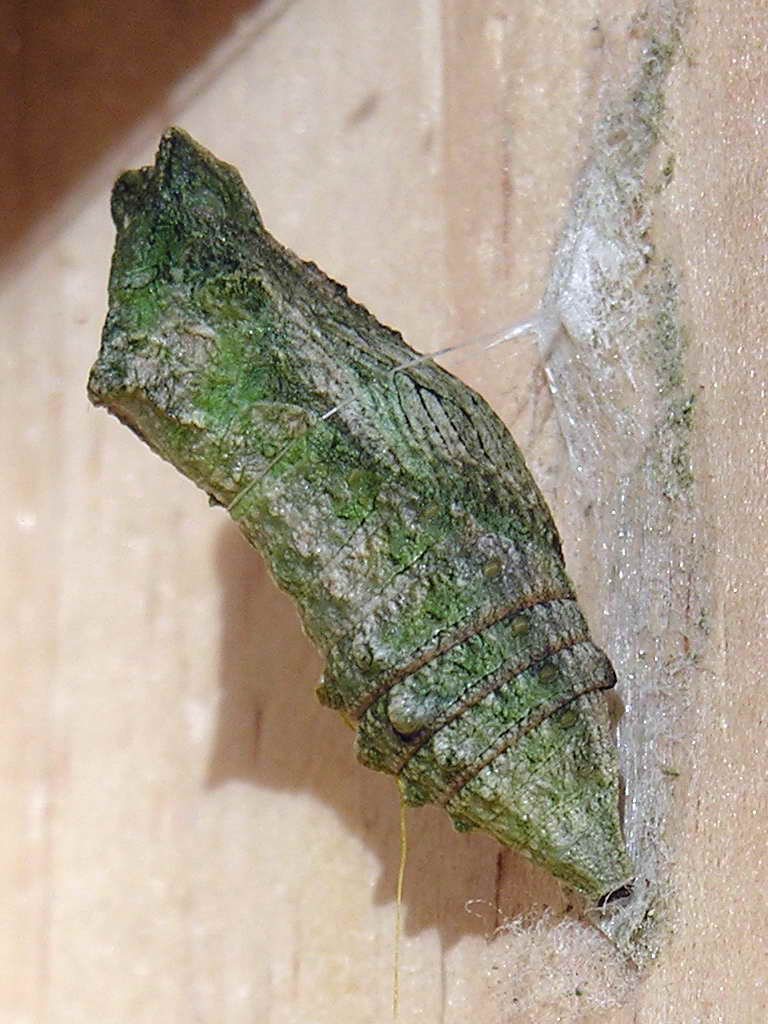
Puppe

Die  Raupen verpuppen sich zu grünen oder braungrauen Gürtelpuppen. Die Puppenruhe beträgt bei simultaner Entwicklung je nach Witterung im Frühjahr und im Sommer 12–19 Tage. Raupen, die sich in Rheinland-Pfalz ab Mitte August, also bei Tageslängen von unter 15 Stunden verpuppen, legen eine Diapause ein und überwintern als Puppe.
Die Imagines sind für ihre Gipfelbalz (hilltopping) im Frühjahr bekannt. An markanten Erhebungen wie Hügeln, Bergkuppen oder Burgruinen segeln sie immer wieder den Hang hinab auf der Suche nach Geschlechtspartnern. In Teilen ihres Verbreitungsgebietes wandern die Falter und erschließen damit je nach klimatischen Verhältnissen zumindest zeitweise neue Lebensräume.
2022 wurden im Rahmen einer Forschungsarbeit Schwalbenschwänze markiert. Ein Tier wurde später 66 km vom Startort entfernt wieder gesichtet.

### Flugzeit
Die erste Generation fliegt in Mitteleuropa je nach lokalem Klima von April bis Juni, die zweite im Juli und August und eine dritte je nach Region im September. Das Verhältnis der Falter der drei Generationen gibt Ebert mit 2:4:1 für Baden-Württemberg an.

## Verbreitung
Das Verbreitungsgebiet des Schwalbenschwanzes erstreckt sich über große Teile der Nordhalbkugel von Europa bis Asien und Japan. In Nordamerika leben mehrere nah verwandte Arten oder Unterarten. Die in Europa vorkommenden Unterarten – vornehmlich Papilio machaon gorganus – findet man von Nordafrika bis weit in den Norden Europas. In England wird die Art immer seltener, in Mitteleuropa hingegen wieder häufiger. Die nur selten ihre Biotope verlassende Unterart P. machaon britannicus ist auf wenige Sumpfgebiete in England beschränkt. Dagegen gehören die oft an der englischen Südküste zwischen Kent und Dorset anzutreffenden Falter der Unterart Papilio machaon gorganus an. Sie wandern oft aus Kontinentaleuropa ein und verstärken die lokale Population, die starken Schwankungen unterliegt, da im Winter oft hohe Verluste eintreten.

## Gefährdung und Schutz
- Rote Listen
  - Österreich: 3 (gefährdet)[13]
    - Kärnten: 2
    - Oberösterreich: -
    - Vorarlberg: NT (Near Threatened – drohende Gefährdung)
    - in allen anderen Bundesländern: 3 (gefährdet)

  - Deutschland: U (Ungefährdet), Stand: 2011[14]
    - Bayern:(Ungefährdet), Stand: 2024[15]
    - Baden-Württemberg: U (Ungefährdet), Stand: 2004[16]
    - Rheinland-Pfalz: V (Vorwarnliste). Stand: 2018[10]
    - Sachsen-Anhalt: -
    - Nordrhein-Westfalen: 3 (gefährdet), Stand: 2019[17]
- Schutzstatus
  - Deutschland: Der Schwalbenschwanz ist eine besonders geschützte Art gem. § 7 Abs. 2 Nr. 13 BNatSchG

## Verpuppung einer Raupe

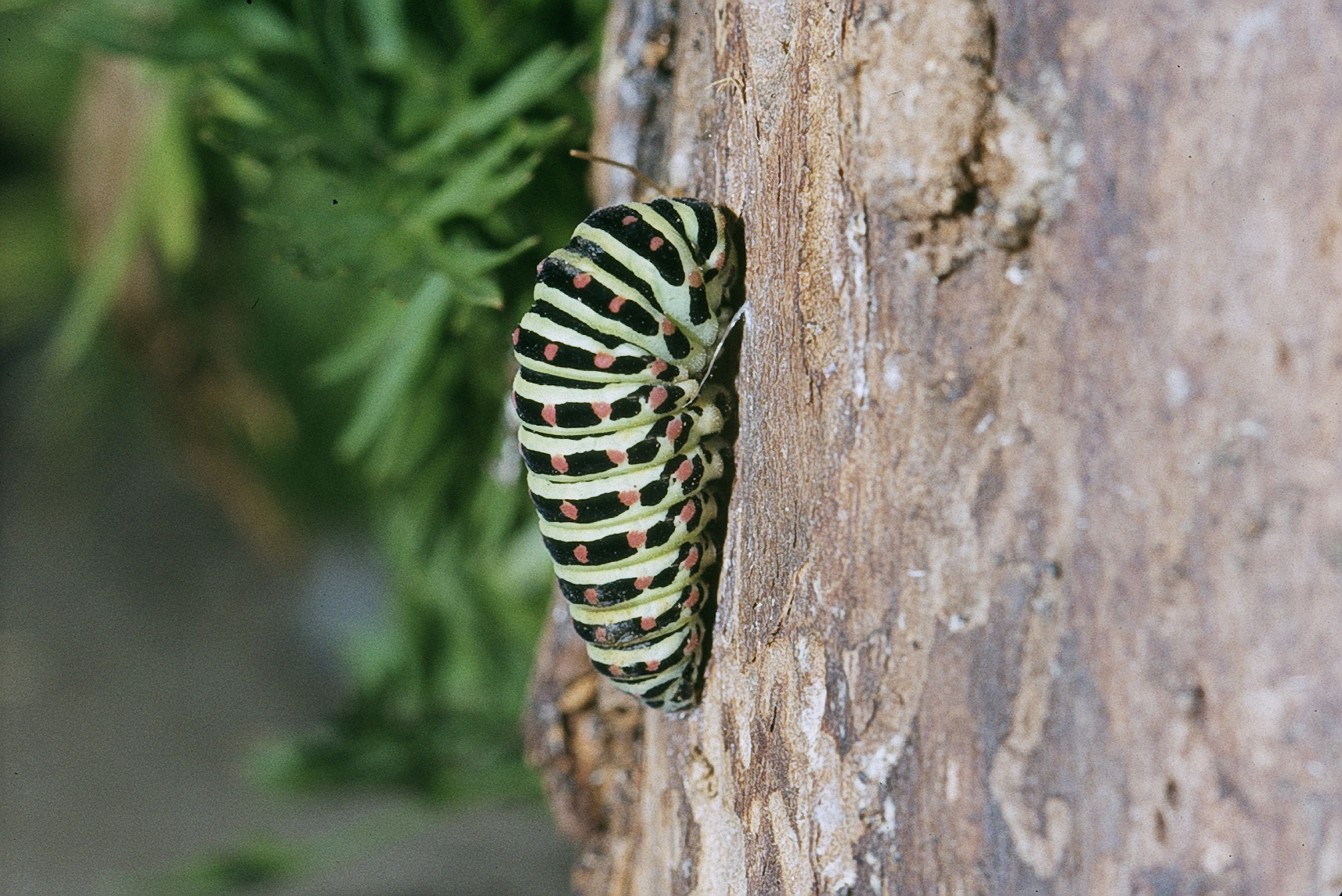
Beginn der Verpuppung, der Gespinstfaden ist befestigt
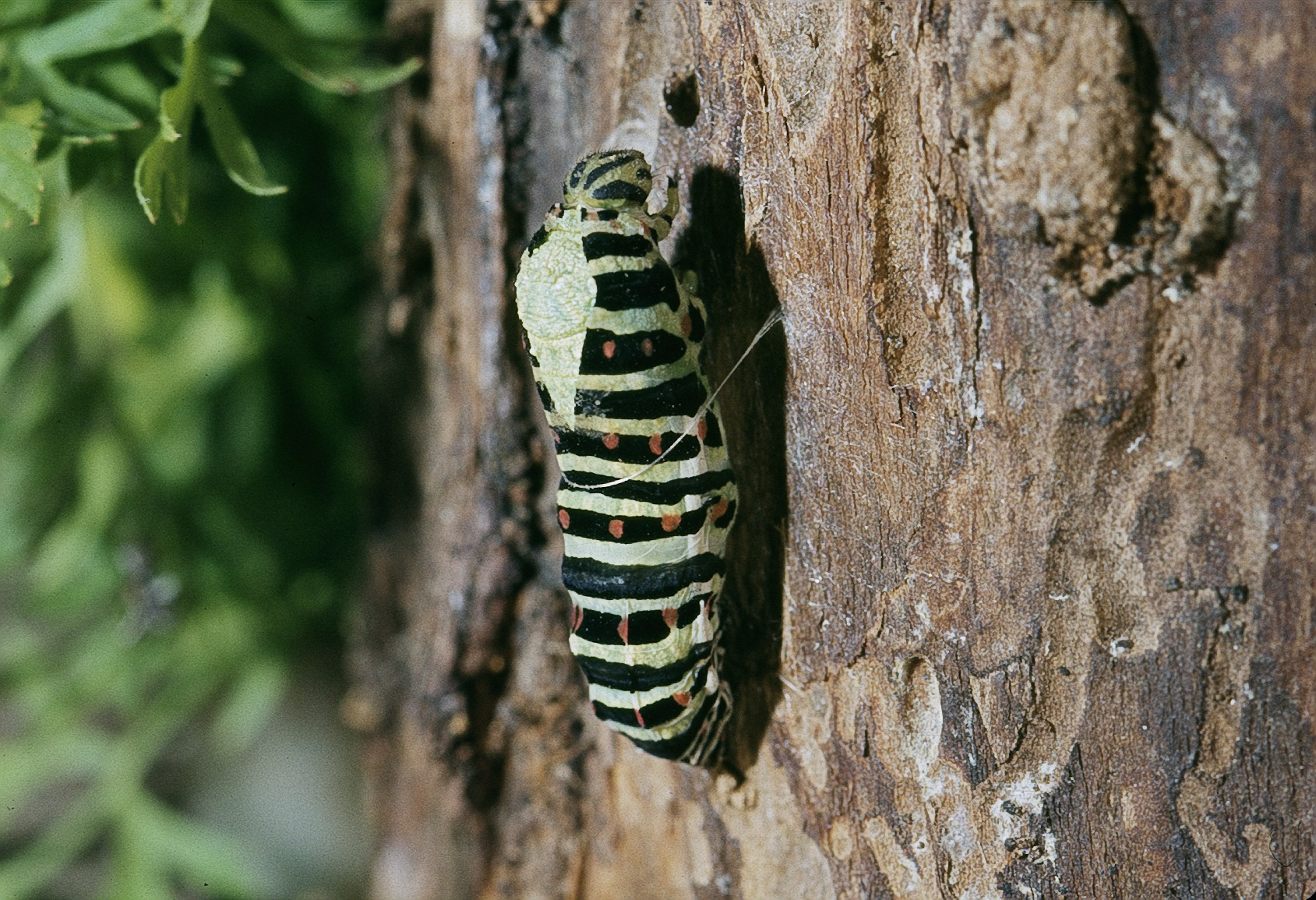
Die Haut platzt auf
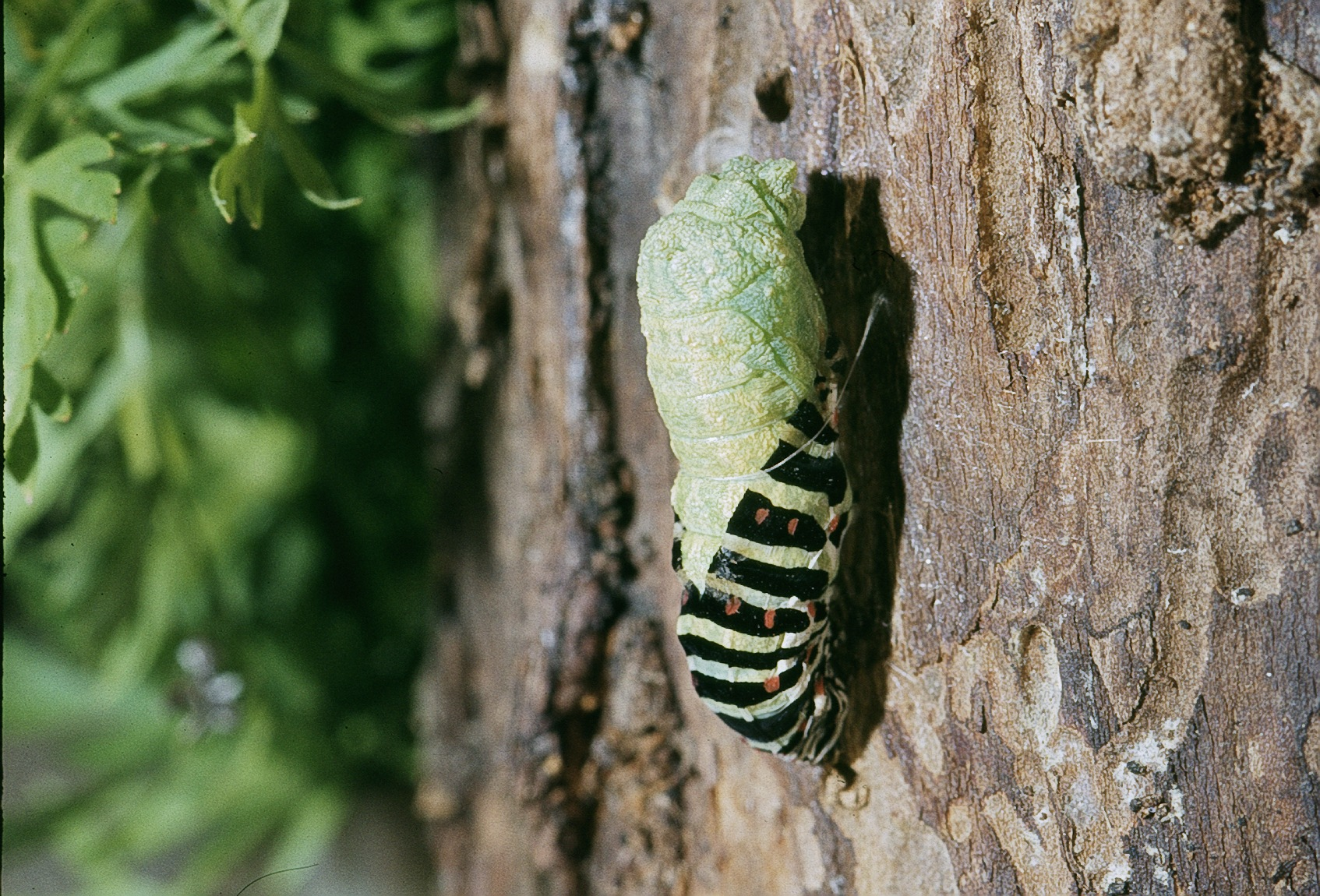
Der obere Teil der Puppe ist schon sichtbar
- Verpuppung einer Schwalbenschwanz-Raupe in Echtzeit
- Schwalbenschwanz-Schmetterling auf der Bürglen

## Parasitoide
Der Schwalbenschwanz hat verschiedene Parasitoide, die teilweise ausschließlich die Art oder Gattung als Wirte nutzen. Zu diesen gehören:
- Buquetia musca, eine Raupenfliege
- Pteromalus puparum, eine Erzwespe aus der Familie der Pteromalidae
- Trichogramma gicai, eine Erzwespe aus der Familie der Trichogrammatidae
- Trogus lapidator, eine Schlupfwespe aus der Unterfamilie Ichneumoninae

Als ein weiterer Parasitoid wird die Raupenfliege Blondelia nigripes genannt.

## Philatelie

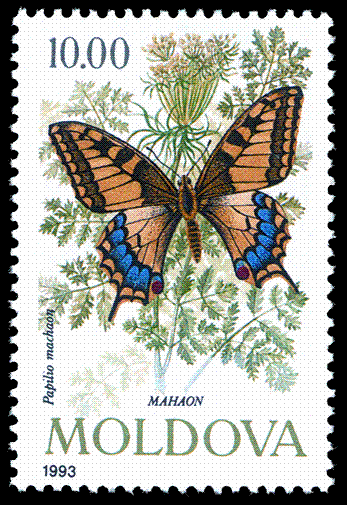
Briefmarke der Republik Moldau
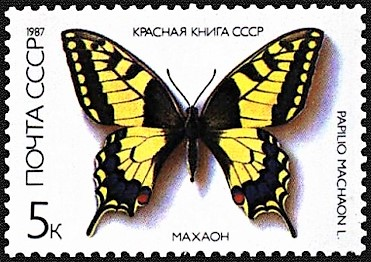
Briefmarke der Sowjetunion

Der Schwalbenschwanz erscheint auf einer Ausgabe der Deutschen Demokratischen Republik von 1964 (Nennwert: 20 Pfennig), der Bundesrepublik Deutschland von 1991, der Republik Moldau, der Sowjetunion und von Luxemburg, die am 27. September 2005 herausgegeben wurde (Nennwert: 0,35 €).